# Edmonton Grads

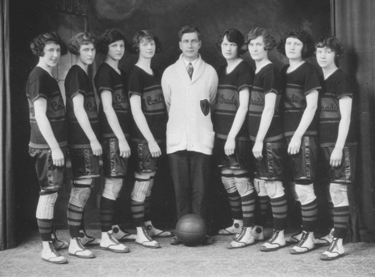
Edmonton Grads

Les Grads d'Edmonton (en anglais : Edmonton Grads) étaient une équipe canadienne féminine de basket-ball. L'équipe a longtemps détenu le record du meilleur pourcentage de victoires pour une équipe de sports en Amérique du Nord. Les Grads ont remporté le premier titre de championnes du monde en 1924.

## Historique
En 1912, J. Percy Page déménage de l'Ontario vers Edmonton, en Alberta. Page prend en charge les cours de commerce à la nouvelle école McDougall High School. Son assistant Ernest Hyde entraînait l'équipe de basket-ball des garçons, tandis que Page entraînait l'équipe des filles. Lors de sa première année, le club remporte le tournoi de lycée local. L'année suivante, l'équipe devient championne d'Alberta.
L'équipe senior féminine de basket-ball remporte le championnat de la Alberta High School Provincial en 1914-15. Après leur diplôme, l'équipe demanda à leur entraîneur J. Percy Page (devenu plus tard Lieutenant-gouverneur au Canada en Alberta) de continuer à entraîner l'équipe. Nommée dans un premier temps Commercial Graduates Basketball Club, l'équipe devint les Edmonton Grads.

## Palmarès
Le 12 mai 1922, les Grads affrontent les Shamrocks de London (Ontario) pour le premier championnat de basket-ball féminin du Canada. Le premier match a été joué avec les règles féminines canadiennes (six joueuses sur le parquet), tandis que le second match a été joué avec les règles masculines (cinq joueurs sur le court). Les Grads remportent le premier match sur le score de 41-8, tandis qu'elles perdent le second match 21-8. En score cumulé, les Grads gagnent 49-29 et sont couronnées championnes.
L'effectif de l'équipe inclut :
- Dorothy et Daisy Johnson
- Noel Robertson
- Winnie Martin
- Eleanor Mountifield
- Nellie Perry
- Connie Smith
- J. Percy Page (entraîneur)

## Record
L'équipe compile un record de 502 victoires et 20 défaites entre 1915 et 1940. Les Grads remportent le premier titre de championne du Canada en 1922 en battant les Shamrocks de London. L'année suivante, les Grads participent au trophée Underwood, sponsorisé par l'Underwood Typewriter Company, leur première compétition internationale. Elles affrontent les Cleveland Favorite-Knits, qui étaient l'équipe dominante et championne des États-Unis. The Grads battent les Favorite-Knits en deux matchs, sur un score combiné de 55 à 33. 
Les Grads ont aussi battu les meilleures équipes en Europe, battant leurs challengers à Paris, Londres, Amsterdam et Berlin. Les Grads ont gagné quatre tournois olympiques entre 1924 et 1936, remportant les 27 matches qu'elles ont disputé sur un score cumulé de 1863 à 297. Cette performance n'a pas été reconnu par des médailles car le basket-ball féminin ne devint une discipline olympique qu'en 1976, à Montréal.

## Déclin
Page essaya de trouver des compétitions intéressantes pour les Grads, mais le problème était que les clubs féminins jouaient avec des règles différentes à travers le monde. En 1940, le domicile de l'équipe, Edmonton Arena, est réquisitionné par la Royal Canadian Air Force.
Les Grads se séparèrent en 1940, après le déclenchement de la Seconde Guerre mondiale. L'équipe détenait alors au total 108 titres locaux, provinciaux, nationaux et internationaux et étaient les championnes du monde incontestées durant 17 années. James Naismith, l'inventeur du basket-ball, désigna les Grads comme « la plus grande équipe ayant foulé un parquet » (« finest basketball team that ever stepped out on a floor »).

## Distinctions
- En 1976, les victoires des Grads sont déclarées comme étant un événement historique de la nation.
- Parks Canada dédièrent une plaque en leur honneur en 1978[8].
- The Canadian Basketball Hall of Fame ont intronisé l'équipe en 1980[9].
- Un film a été réalisé en 1987 par le National Film Board of Canada dénommé "Shooting Stars: The Amazing Story Of The Edmonton Grads."
- Le titre de champion du Canada des Grads en 1932 a été essentiel pour l'équipe féminine de hockey sur glace des Rustlers d'Edmonton pour obtenir un soutien pour voyager à l'Est et jouer contre les Rivulettes de Preston pour le titre de champion national[10].